# (15469) Ohmura
(15469) Ohmura est un astéroïde de la ceinture principale.

## Description
(15469) Ohmura est un astéroïde de la ceinture principale. Il fut découvert le 16 janvier 1999 à Ōizumi par Takao Kobayashi. Il présente une orbite caractérisée par un demi-grand axe de 2,91 UA, une excentricité de 0,07 et une inclinaison de 2,1° par rapport à l'écliptique.

## Compléments